# Spirogyra (gruppo musicale britannico)
Gli Spirogyra ([spaɪrəˈdʒaɪrə]) sono stati un gruppo musicale britannico, che ha pubblicato tre album tra il 1971 e il 1973, e che si è poi riunito nei primi anni duemila, pubblicando altri due album.

## Storia
Il gruppo si forma nel 1967 a Bolton, inizialmente come duo, comprendente Martin Cockerham (chitarra e voce) e Mark Francis. Due anni dopo, Cockerham si separa da Francis e si unisce ad alcuni studenti della Università del Kent, dove Cockerham si era iscritto: Barbara Gaskin (canto), Steve Borrill (basso elettrico) e Julian Cusack (violino e tastiere). St. Radigunds, il primo album, viene inciso da questa formazione, con Dave Mattacks alla batteria, come musicista ospite.

## Formazione
- Martin Cockerham - canto, chitarra folk
- Barbara Gaskin - canto
- Steve Borrill - basso elettrico
- Julian Cusack - violino, tastiere

## Discografia parziale

### Album
- 1971 – St. Radigunds
- 1972 – Old Boot Wine
- 1973 – Bells, Boots and Shambles
- 2009 – Children's Earth
- 2011 – Spirogyra 5

### Singoli
- 1972 – Dangerous Dave / Captain's Log (Pegasus Records)
- 1973 – I Hear You're Going Somewhere (Joe Really) / Old Boot Wine (Polydor Records)

### Raccolte
- 1994 – Spirogyra Box Set (Si Wan Records)
- 1999 – We Were a Happy Crew
- 2000 – Burn the Bridges: The Demo Tapes 1970-1971
- 2005 – A Canterbury Tale